# Championnat de France des rallyes 2008
Navigation
Édition précédente Édition suivante

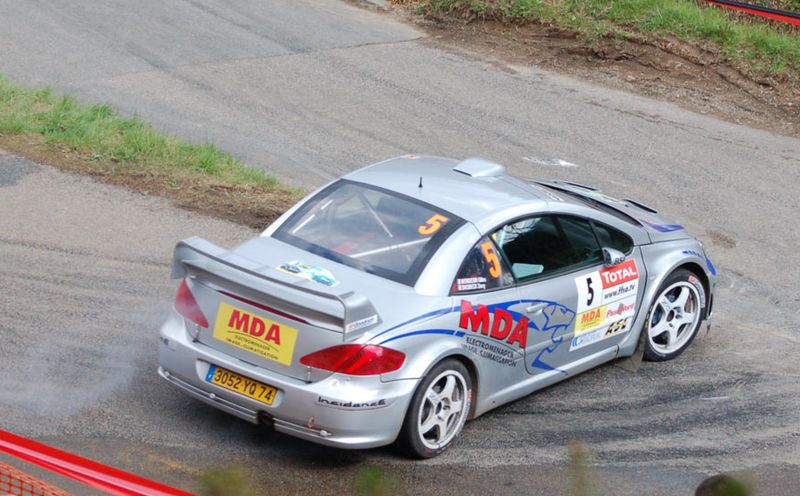
Dany Snobeck Champion au Lyon-Charbonnière

À 62 ans, le vétéran Dany Snobeck devient champion de France des Rallyes devant le normand Éric Brunson. Ancien pistard comme Stéphane Sarrazin, il a cependant roulé davantage en rallye que l'ex-pilote de F1 au cours de sa carrière.
2008 marque aussi la première édition du championnat team remporté par le préparateur picard MSR.

## Réglementation 2008
voici quelques points principaux de la réglementation 2008 :
- Barème des points :

Ils sont attribués au scratch et à la classe selon le système suivant :
| Place   | 1er | 2e | 3e | 4e | 5e | 6e | 7e | 8e |
| ------- | --- | -- | -- | -- | -- | -- | -- | -- |
| Général | 10  | 8  | 6  | 5  | 4  | 3  | 2  | 1  |
| Classe  | 10  | 8  | 6  | 5  | 4  | 3  | 2  | 1  |

Sur huit manches, seuls les six meilleurs résultats sont retenus. Il faut être inscrit au championnat pour marquer des points. Les points marqués sont ceux correspondant à la place réelle (les pilotes non-inscrit ne sont pas décomptabilisés). Si une classe a moins de trois partants, les points attribué à celle-ci sont divisés par deux.
- Véhicules admis :

Autos conformes à la réglementation technique en cours des groupes A/FA (y compris les WRC, Super 1600, Kit-car et Super 2000), N/FN, F2000 et GT de série.
- Parcours

Le kilométrage total chronométré doit être égale à 220km à plus ou moins 10 %. Le nombre de passage dans une épreuve spéciale est limité à 3. Un rallye doit être composé d'au minimum 10 épreuves chronométrés.
- Reconnaissances :

Elles sont limités à 3 passages par épreuves chronométrés.

## Rallyes de la saison 2008
| N° | Dates                   | Rallye                    | Vainqueur        | Copilote            | Voiture            |
| 1  | 17 avril-19 avril       | Rallye Lyon-Charbonnières | Dany Snobeck     | Gilles Mondésir     | Peugeot 307 WRC    |
| 2  | 16 mai-18 mai           | Rallye Alsace-Vosges      | Patrick Henry    | Magali Lombard      | Peugeot 307 WRC    |
| 3  | 7 juin-8 juin           | Rallye du Limousin        | Alexandre Bengué | Caroline Escudero   | Peugeot 307 WRC    |
| 4  | 5 juillet-6 juillet     | Rallye du Rouergue        | Alexandre Bengué | Caroline Escudero   | Peugeot 307 WRC    |
| 5  | 5 septembre-6 septembre | Rallye du Mont-Blanc      | Dany Snobeck     | Gilles Mondésir     | Peugeot 307 WRC    |
| 6  | 3 octobre-5 octobre     | Rallye du Touquet         | Éric Brunson     | Cédric Mondon       | Subaru Impreza WRC |
| 7  | 6 novembre-8 novembre   | Critérium des Cévennes    | Ludovic Gal      | Gilles de Turckheim | Peugeot 307 WRC    |
| 8  | 28 novembre-30 novembre | Rallye du Var             | Dany Snobeck     | Gilles Mondésir     | Peugeot 307 WRC    |

## Classement du championnat
| Place | Pilote                | Voiture                 | 1   | 2   | 3   | 4   | 5   | 6   | 7   | 8   | Points |
| ----- | --------------------- | ----------------------- | --- | --- | --- | --- | --- | --- | --- | --- | ------ |
| 1er   | Dany Snobeck          | Peugeot 307 WRC         | 1er | 5e  |     |     | 1er | 2e  | 5e  | 1er | 95     |
| 2e    | Éric Brunson          | Subaru Impreza WRC      | 2e  | 2e  | 2e  |     | 21e | 1er | 4e  | ab  | 85     |
| 3e    | Arnaud Augoyard       | Peugeot 306 Maxi        | 3e  | 6e  | 5e  | ab  | 4e  | 5e  | 7e  | ab  | 72     |
| 4e    | Jean-Sébastien Vigion | Renault Clio Maxi       | 9e  | 7e  | ab  | ab  |     | 4e  | 6e  |     | 58     |
| 4e    | Jean-Sébastien Vigion | Subaru Impreza          |     |     |     |     | ab  |     |     |     | 58     |
| 4e    | Jean-Sébastien Vigion | Peugeot 207 S2000       |     |     |     |     |     |     |     | 2e  | 58     |
| 5e    | Ludovic Gal           | Peugeot 207 S2000       | 7e  | 8e  | 11e |     |     | ab  |     |     | 54     |
| 5e    | Ludovic Gal           | Peugeot 307 WRC         |     |     |     |     | 2e  |     | 1er |     | 54     |
| 6e    | Patrick Rouillard     | Toyota Celica GT4       |     | 4e  | 7e  | 2e  |     |     |     |     | 54     |
| 6e    | Patrick Rouillard     | Renault Maxi Megane     |     |     |     |     | 5e  |     | 9e  |     | 54     |
| 7e    | Arnaud Morel          | Citroën C2 R2           | 29e | 21e | 19e | 11e | 24e |     | 21e |     | 53     |
| 7e    | Arnaud Morel          | Honda Civic R3          |     |     |     |     |     | ab  |     |     | 53     |
| 8e    | Olivier Marty         | Renault Maxi Megane     | 10e | ab  | 6e  | ab  | 3e  |     | 3e  | ab  | 46     |
| 9e    | Cédric Robert         | Renault Clio R3         | 11e |     |     | 5e  | 12e |     | ab  | 8e  | 43     |
| 10e   | Eric Mauffrey         | Peugeot 306 Maxi        | ab  | 3e  | 3e  | ab  |     |     |     |     | 42     |
| 10e   | Eric Mauffrey         | Peugeot 307 WRC         |     |     |     |     | ab  | ab  |     |     | 42     |
| 10e   | Eric Mauffrey         | Ford Escort RS Cosworth |     |     |     |     |     |     |     | 12e | 42     |

### Autres championnats/coupes sur asphalte
- Trophée BF Goodrich : 
  - 1er Arnaud Augoyard sur Peugeot 306 Maxi avec 46pts
  - 2e  Jean-Sébastien Vigion sur Renault Clio Maxi avec 37pts
  - 3e  Patrick Rouillard sur Toyota Celica GT4 avec 33pts

- Championnat de France Team :
  - 1er MSR By GBI.com-Arthritis avec 122pts
  - 2e Team Yacco avec 118pts
  - 3e Paverani Compétition avec 110pts

- Championnat de France des Rallyes-Copilotes :
  - 1er Cédric Mondon avec 82pts
  - 2e  Gilles Mondésir avec 79pts
  - 3e  Nicolas Baudin avec 72pts

- Suzuki Rallye Cup : 
  - 1er Yoann Bonato avec 450pts
  - 2e  Boris Carminati avec 395pts
  - 3e  Pierre Campana avec 325pts

- Coupe Peugeot 206 : 
  - 1er Denis Millet avec 143pts
  - 2e  Laurent Reuche avec 130pts
  - 3e  Franck Véricel avec 124pts